# Gentiana punctata
Gentiana punctata är en gentianaväxtart som beskrevs av Carl von Linné. Gentiana punctata ingår i släktet gentianor, och familjen gentianaväxter. Inga underarter finns listade i Catalogue of Life.